# 諸羅樹蛙
諸羅樹蛙（學名：Zhangixalus arvalis），臺灣話俗稱雨怪或青腰仔
，為臺灣特有的樹蛙科張樹蛙屬物種，棲息於雲嘉南地區的竹林、果園、農田之低窪積水處。正模標本於嘉義縣民雄鄉中山高速公路旁的水田採得，並由兩棲爬蟲動物學家呂光洋等人於1995年發表。種小名 arvalis 在拉丁文中為「農田的」之意，指本種的生活環境，英文俗名「Farmland Green Treefrog」亦由此而來。中文俗名源自嘉義舊名諸羅。

## 外觀特徵
諸羅樹蛙的體型為中小型，背部黃綠色，腹部為白色或淡粉紅色，由吻端至四肢全緣均鑲上白邊。虹膜呈草綠色，吸盤發達。雄蛙吻肛長平均為4.4公分、體重5.8克，雌蛙吻肛長平均為6.3公分、體重15克。

## 棲息地與生態分佈
分布在海拔1,000公尺以下之農耕地。其棲息的地點都與人類農耕有關，如荔枝園、芒果園、甘蔗園、鳳梨園、麻竹林、番石榴園、香蕉園、柑桔園、檳榔園及水田等。除了晚間配對時會降到地面產卵外，其他時間經常棲息於樹上。
目前分佈的地點侷限在雲林（斗六市、斗南鎮、古坑鄉）、嘉義（大林鎮、民雄鄉、梅山鄉、竹崎鄉以及嘉義市）、臺南（麻豆區）等縣市的部分地區。若以水系來看，牠則分布於虎尾溪、北港溪以南，曾文溪以北的範圍。台南市永康糖廠為曾文溪以南的首次發現，目前在新北市四崁水也有發現紀錄。
2007年6月27日發現於永康三崁店，此次發現把諸羅樹蛙的棲息地往南延伸至鹽水溪南岸，其族群數量估計2000隻以上，是目前發現單一面積族群量最大的棲息地，但因面臨開發，急需保護。

## 生態行為

### 食物
由諸羅樹蛙胃含物，成蛙在竹林與水田中以覓食昆蟲綱動物為主，其中以鱗翅目及雙翅目數量最多。

### 繁殖活動
繁殖季節約從每年3月開始直到同年 8月底結束。產卵的地點都是在農耕地的積水處，尤其是有草本植物或落葉覆蓋的遮蔽下；雌雄蛙合力用後腳踩打出直徑約7公分的圓形白色卵泡，厚度約 4 公分，而受精卵則產於其中。諸羅樹蛙的卵泡在遮蔽物的覆蓋下，能保持卵的水分，剛受精的卵呈現乳黃色，卵粒直徑約只有 2.5 毫米，在夏天的環境下，卵粒約經三到四天即可孵化成為蝌蚪。每次產卵約400個。
以古坑地區的諸羅樹蛙為例：鳴叫通常從下午4點間開始，若下雨中午2點偶爾也會聽到1~2聲，然而真正集體鳴唱的高峰則出現在晚間7點左右，而雌蛙通常於晚間9點後，才會容易被發現。晚間9到10點可發現牠們開始進行配對，到了晚間11點鳴叫漸漸停止後，始入池產卵，大約清晨兩點牠們才回竹林，逐漸向上攀爬。在野外的調查中發現，雌、雄的被發現的比例約 1：8。

### 蝌蚪
諸羅樹蛙的蝌蚪外型較為圓鈍，體背呈現褐色且散佈著不規則形狀的黑斑，而腹部則為銀白色。落入水中的蝌蚪通常以腐葉為食，夏季的環境，諸羅樹蛙的生殖行為採卵泡式，受精卵在實驗室24℃下約經一週可變成蝌蚪，蝌蚪變態成小蛙則需50幾天。

## 研究與保育
國立台灣師範大學呂光洋教授指導多位研究生進行諸羅樹蛙的研究，例如：《諸羅樹蛙生殖行為之研究》（莊鎮碩，2000）；《諸羅樹蛙集體展示行為之研究》（謝煒智，2004）；《棲地零碎化對諸羅樹蛙族群遺傳結構的影響》（盧建名，2005）；《諸羅樹蛙的鳴聲研究》（許浩瑩，2007）。
台南真理大學莊孟憲老師偕同當地保育團體舉辦多場有關諸羅樹蛙：棲地保育、動物短距離移棲與座談會等活動。此外，古坑鄉華南國小校長、雲林縣野鳥學會理事長的陳清圳也偕同台北市立動物園進行多次諸羅樹蛙棲地研究、保育等活動。
特有生物中心進行兩棲類調查研究時，在1995年雲林發現諸羅樹蛙；1998年在台南發現諸羅樹蛙；於1997年進行古坑地區諸羅樹蛙生活史研究。
本种于2023年被收录入《有重要生态、科学、社会价值的陆生野生动物名录》。

## 關聯條目
- 阿里山客運：嘉義地區之市區巴士業者，其象徵為諸羅樹蛙，民間暱稱為呱呱，並於車身塗裝上漆有諸羅樹蛙。
- 北香湖公園：嘉義市諸羅樹蛙棲息地，位於嘉義市西區。
- 新店社區：嘉義市諸羅樹蛙棲息地，位於嘉義市東區。
- 諸羅山：嘉義舊稱，名稱源自嘉義市內之平埔族諸羅山社。